# Alejandro Ramírez del Molino
Alejandro Ramírez del Molino Morán, né le 3 juin 1951 à Badajoz et mort le 22 août 2016 dans la même ville, est un homme politique espagnol membre du Parti populaire. Il est député de Badajoz du 13 janvier 2016 au 22 août 2016 pour les XIe et XIIe législatures.

## Biographie

### Vie privée
Il est marié et père de deux enfants.

### Profession
Alejandro Ramírez del Molino Morán est titulaire d'une licence en pharmacie par l'Université de Salamanque.

### Activités politiques
Il est conseiller municipal d'opposition de Badajoz de 1991 à 1995. De 1995 à 2007, il occupe les fonctions de premier adjoint au maire. Le 9 mars 2008, il est élu député pour Badajoz au Congrès des députés ; il est réélu lors des élections générales de décembre 2011 mais démissionne le mois suivant puisqu'il est nommé délégué du Gouvernement en Estrémadure par les conservateurs revenus au pouvoir ; poste qu'il occupe de janvier à mai 2012.
Il est de nouveau candidat lors des élections de 2015 et réussit à obtenir un nouveau mandat. À la suite de la dissolution anticipée du Parlement, il est élu une dernière fois lors des élections de juin 2016. Son mandat est de courte durée puisqu'il meurt en fonctions le 22 août 2016 dans sa ville de naissance, un mois seulement après l'ouverture de la législature. Il est remplacé au Congrès par Víctor Píriz.